# جيري لويس
جيري لويس (بالإنجليزية: Jerry Lewis)‏ (16 مارس 1926 - 20 أغسطس 2017)، هو كوميدي أمريكي يهودي ومُمثّل ومُغن ومُنتج سينمائي وكاتب سيناريو ومُخرج. عُرِف عنه استخدامه للكوميديا التهريجية الساخرة في الأفلام والأعمال التليفزيونية والمسرحيات والبرامج الإذاعية.

## مسيرته
عمل جيري في البداية مع دين مارتن في عام 1946، وشكَّلا الفريق الكوميدي الشهير مارتن آند لويس. وفضلاً عن عملهما الثنائي المشترك الذي حقق لهما شهرة في الملاهي الليلية، فقد قاما ببطولة سلسلة ناجحة من الأفلام الكوميدية لشركة أفلام باراماونت (Paramount Pictures).
كما قام لويس برعاية البرامج الطويلة لجمع الأموال للجمعيات الخيرية كما تبوأ منصب الرئيس الوطني لجمعية مرض ضمور العضلات] (MDA).
وقد فاز لويس بعدة جوائز عن إنجازاته طوال حياته تتفاوت بين جوائز الكوميديا الأمريكية (American Comedy Awards)، وجمعية النقاد السينمائيين بلوس أنجلوس (Los Angeles Film Critics Association)، بالإضافة إلى مهرجان البندقية السينمائي (Venice Film Festival)، كما حصل على نجمتين على ممر الشهرة في هوليوود. وفي عام 2005، فاز لويس بجائزة المحافظين (Governors Award) من الأكاديمية الدولية للفنون والعلوم التليفزيونية (Academy of Television Arts & Sciences) التابعة لهيئة المحافظين، والتي تُعتبر أعلى جائزة إيمي يتم منحها. وفي 22 فبراير عام 2009، مَنحت أكاديمية فنون وعلوم الصور المتحركة لويس جائزة جان هيرشلوت الإنسانية (Jean Hersholt Humanitarian Award).
تُوفي يوم 20 أغسطس 2017 في منزله بلاس فيغاس عن عمر يُناهز 91 سنة.

## كتابات أخرى
- Everybody Loves Somebody Sometime (Especially Himself): The Story of Dean Martin and Jerry Lewis by Arthur Marx, New York, NY: Hawthorn Books, 1974, ISBN 978-0-8015-2430-1
- The Jerry Lewis Films by James L. Neibaur and Ted Okuda (Lewis is quoted throughout). Jefferson, NC: McFarland & Company, 1994, ISBN 0-89950-961-4
- King of Comedy: The Life and Art of Jerry Lewis by Shawn Anthony Levy. New York: St. Martin's Press, 1997, ISBN 978-0-312-13248-4
- That Kid: The Story of Jerry Lewis by Richard Gehman. New York: Avon Books, 1964.
- Young, Jordan R. (1999) The Laugh Crafters: Comedy Writing in Radio & TV's Golden Age. Beverly Hills: Past Times Publishing ISBN 0-940410-37-0

## وصلات خارجية
- جيري لويس على موقع IMDb (الإنجليزية)
- جيري لويس على موقع الموسوعة البريطانية (الإنجليزية)
- جيري لويس على موقع روتن توميتوز (الإنجليزية)
- جيري لويس على موقع مونزينجر (الألمانية)
- جيري لويس على موقع ألو سيني (الفرنسية)
- جيري لويس على موقع ميوزك برينز (الإنجليزية)
- جيري لويس على موقع تيرنر كلاسيك موفيز (الإنجليزية)
- جيري لويس على موقع أول موفي (الإنجليزية)
- جيري لويس على موقع قاعدة بيانات برودواي على الإنترنت (الإنجليزية)
- جيري لويس على موقع قاعدة بيانات الأفلام السويدية (السويدية)